# Perati
Perati – wieś w Słowenii, w gminie Kobarid. W 2018 roku liczyła 18 mieszkańców.